# アルジャーンの器

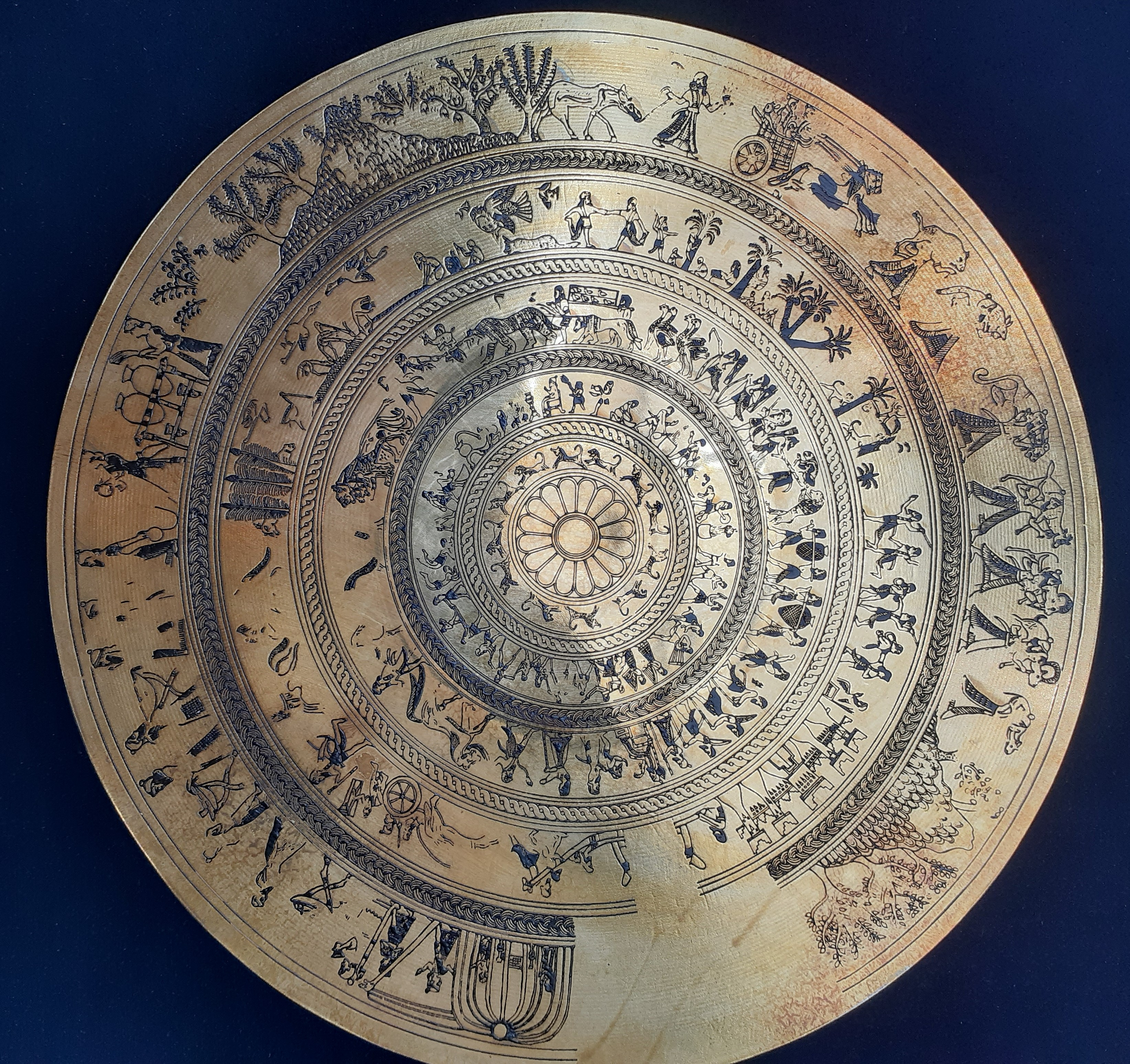
アルジャーンの器のレプリカ

アルジャーンの器は、生命の器ともいい、イラン・イスラム共和国フーゼスターン州ベヘバハーン市において1982年に偶然発見された、紀元前2千年紀（新エラム時代）の墓から出土した一連の遺物のうちの一つで、青銅器である。アルジャーンの器は、歴史学、考古学、神話学、象徴学、社会学、そして人類学上、ユニークな重要性を帯びたものである。
アルジャーンまたはアルガンは、エラム語時代からのベバハーンの古代の名前で、この地域は3.75 km2 (1.45 sq mi)の面積をもつ。建物、壁、城、カナート、ダム、近くのマルン川を渡る橋の痕跡が散在している。
器の表面はシンプルで、縁のところに、「クールラーシュの息子、キーディーン・フートラーン」の短い碑文が刻まれているだけである。しかし内側の表面全体は、繊細な絵の彫刻で飾られている。

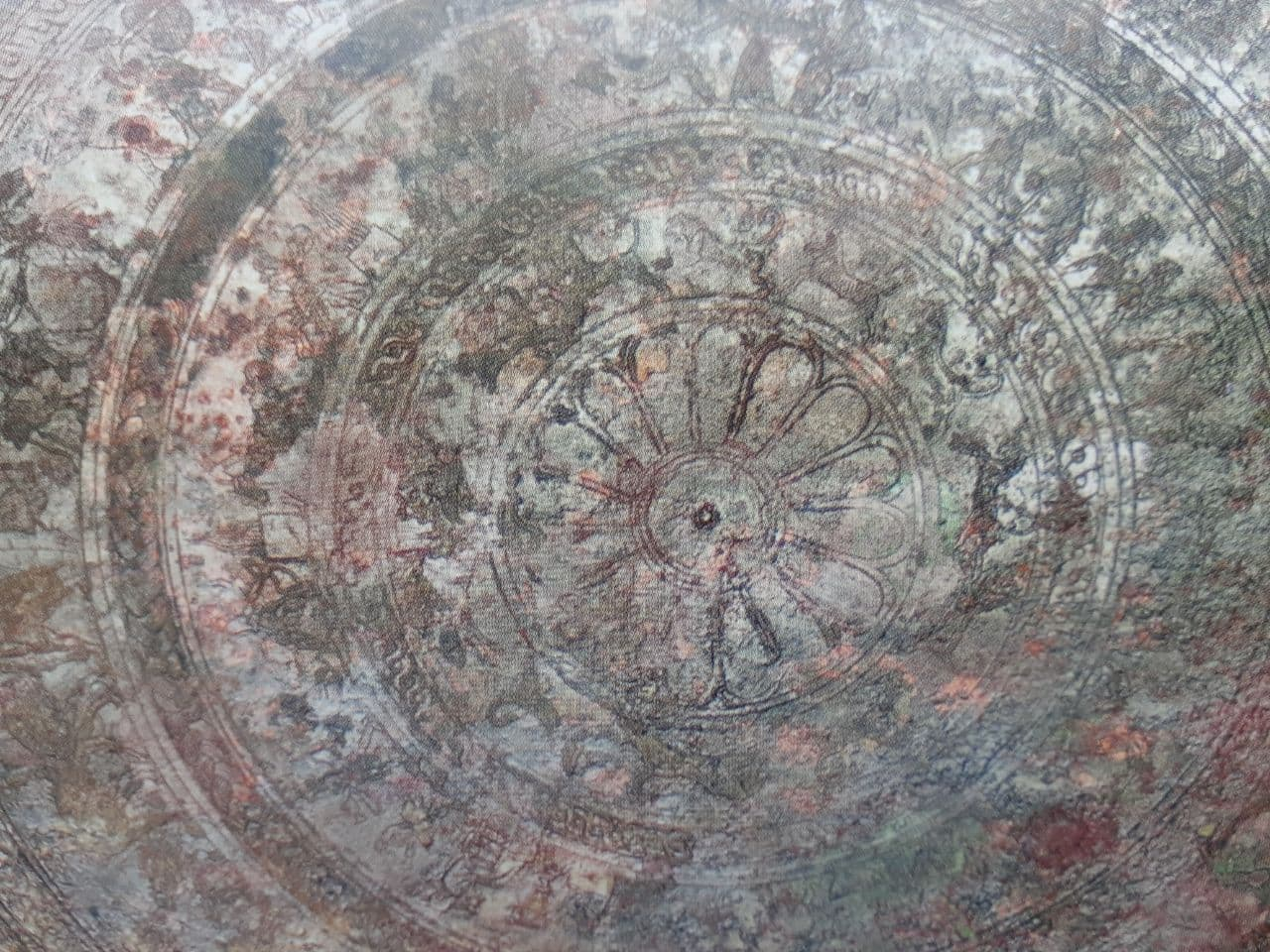
実際のアルジャーンの器

アルジャーンの器のデザイン

器の発見は1982年にさかのぼる。遺跡がアルジャーンの古代遺跡の近くで発見され、青銅の棺桶と一緒に、金の指輪、98の金のボタン、10の円筒形の器、短剣、銀の棒、そして、多様なデザインの描かれた青銅のトレイが見つかった。このトレイがアルジャーンの器（HotranKorloshともよばれる）で、3000年以上前のものであることが判明している。
2020年夏季オリンピックにおいて、イラン・イスラーム共和国選手団のロゴに採用された。

## デザイン：16弁の象徴的な花の重要性

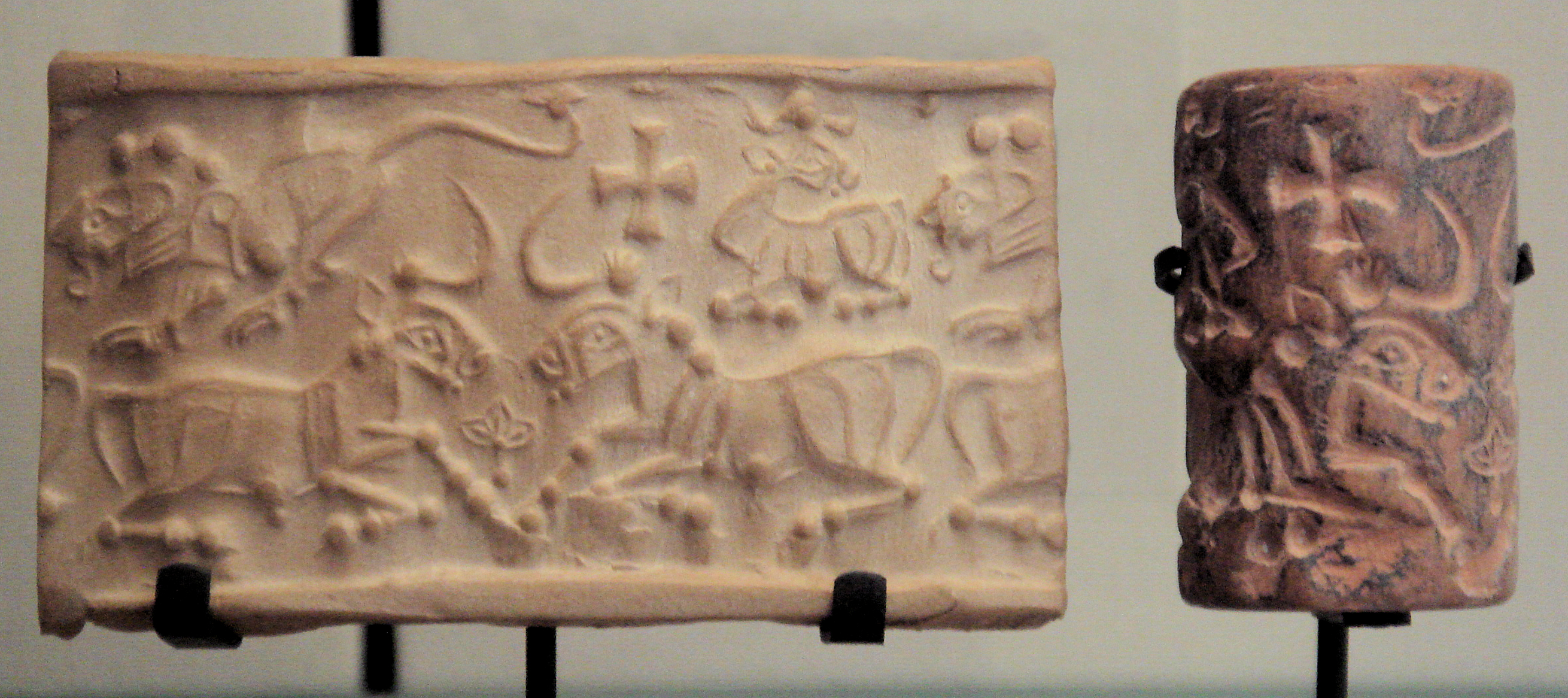
紀元前3150年から2800年

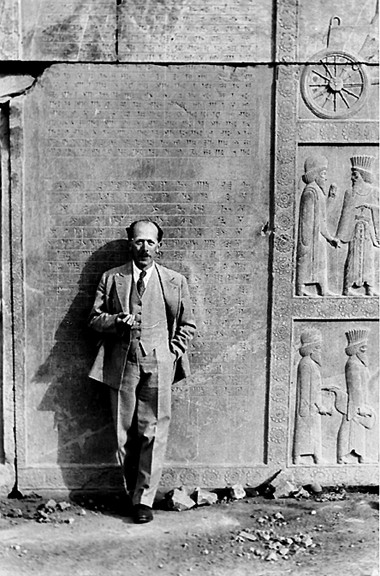
ウィール

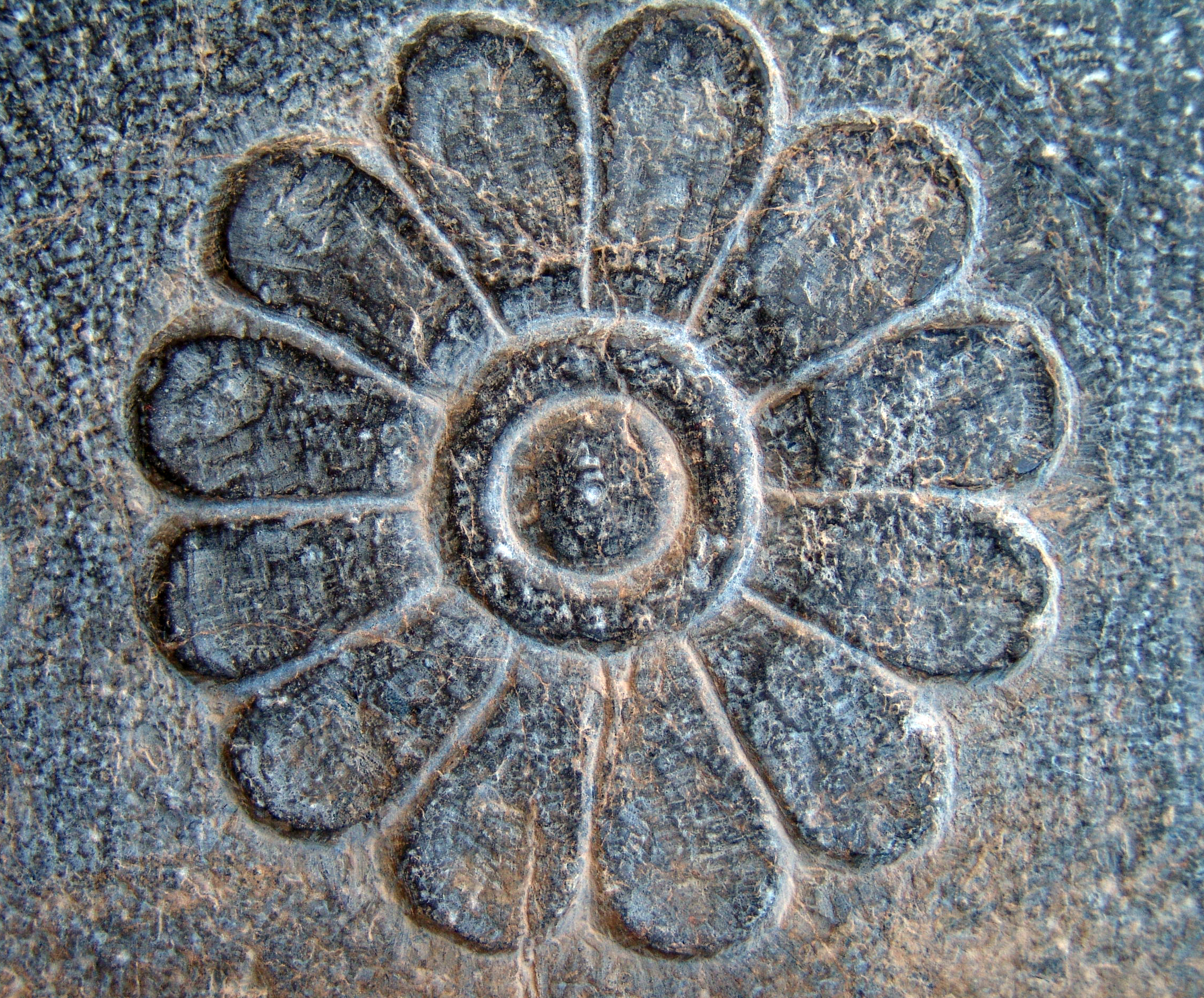
ペルセポリスの象徴的なヒマワリ

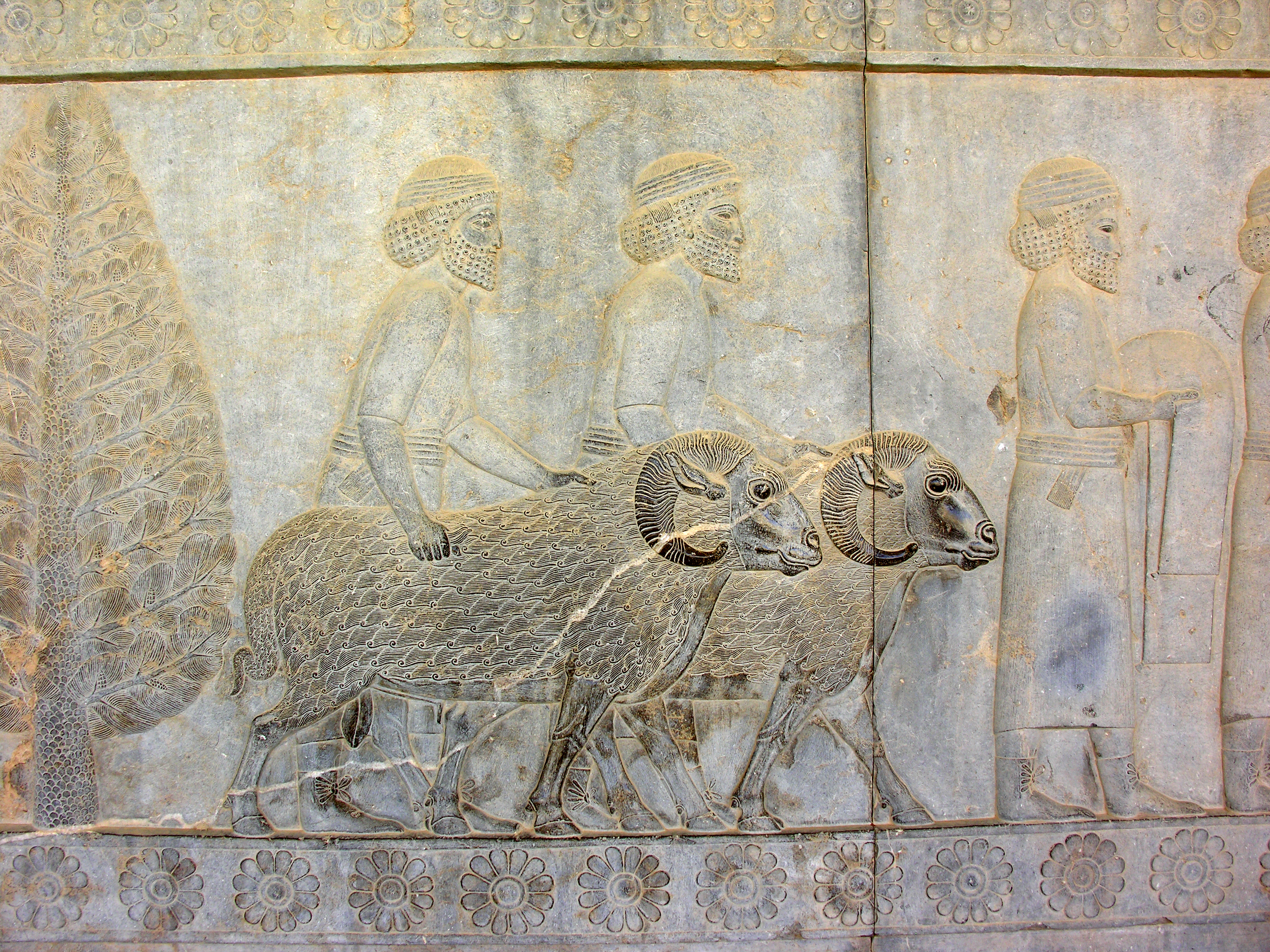
ペルセポリスのヒマワリ

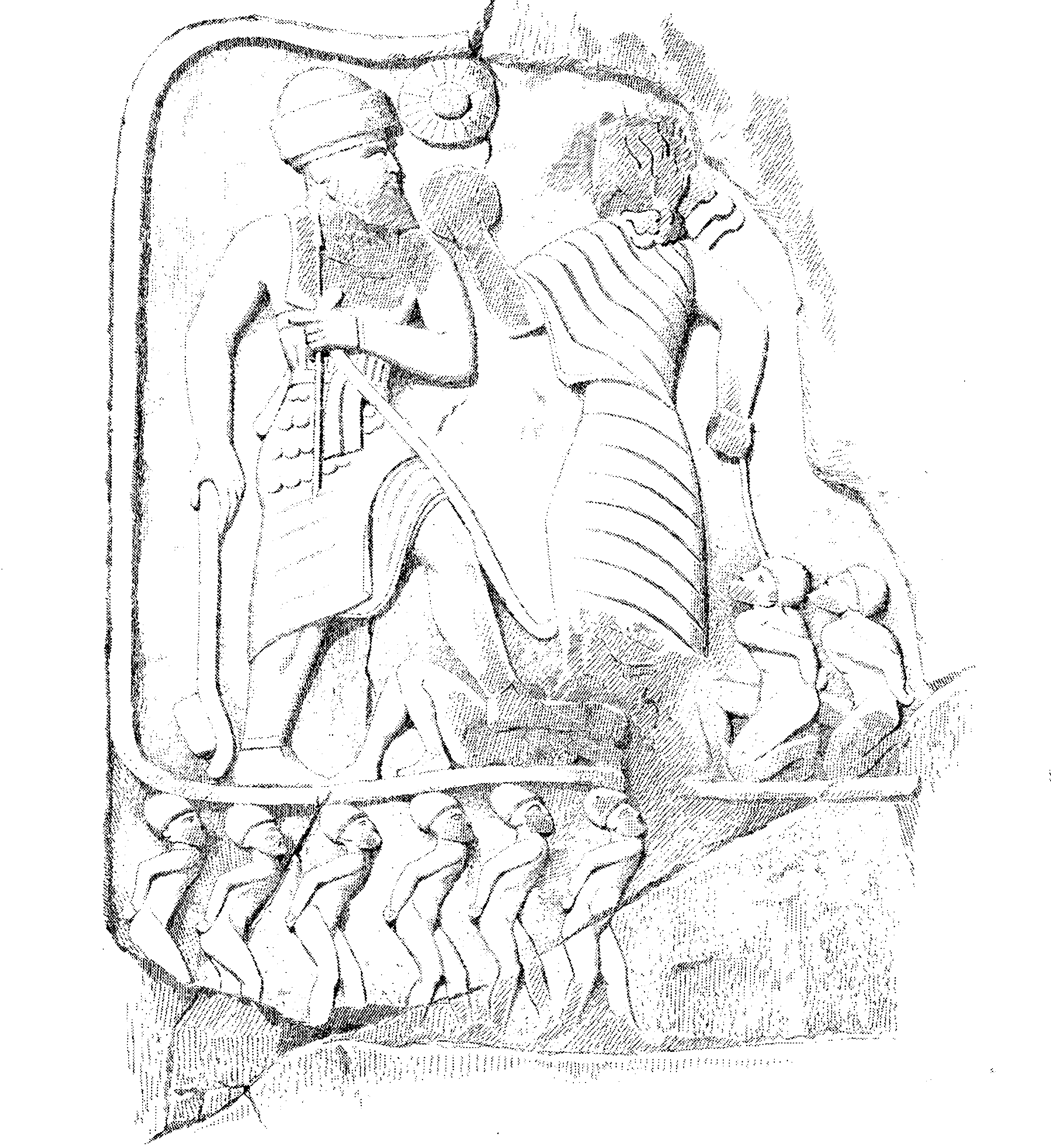
レリーフ

日本の天皇のマーク

アルジャーンの器の内側のレリーフには、5重の円が描かれており、中央に尖った16弁の花（ヒマワリ、もしくはある種の菊）が描かれている。多くの文明に存在する非常に重要な象徴である。これまで、誤って蓮として紹介されてきたが、むしろヒマワリに似ていると考えられている。この花は太陽と糸車とのシンボルで、運命の女神、イナンナとイシュタルの星と類似性を持ち、運命の輪を象徴しているつと考えられる。シュメール文明とメソポタミア文明にも同様のシンボルがある。この花のようなシンボルの本当の意味はまだ明らかにされていないが、このシンボルは、特に最高指導者や王にとって、幸福と幸福の星を意味する可能性がある。 これは古代エラムの宗教的シンボルであり、後にはアケメネス朝の象徴的なシンボルであった。
アルジャーンの器の2番目の円には、さまざまな儀式の実行に関連するライオン、牛、鳥が描かれている。器の7つの円またはリングも神聖な数7を表している。数字の7は、ユダヤ教や他の多くの宗教で神聖さを表す。この神聖さの起源は明らかではないが、有名な宗教の多くのシンボルのように、古代の原始的な宗教にルーツを持っていると思われる。
仏教寺院や神社のシンボルでもある日本の国章には16枚の葉があり、アルジャーンの器の同じシンボルに対応し、ペルセポリスやインドのDrama Wheelのものとも似ている 。花の形をした車輪は、ペルシア語でDour FlakまたはDharmachakra、または運命の輪とよばれ、継続して使用されている最も古いシンボルであり、エラム、アケメネス朝、および他の文明に使用の形跡をたどることができる。特にホラーサーンと現在のアフガニスタン、そしてガンダーラ文明では、この輪の古代の足跡を、今日と同じように見ることができる。

## アルジャーンの腕輪
アルジャーンの器と並んで有名なものに「アルジャーンの力の腕輪」がある。これは、エラム時代の古代都市であるアルジャーンにちなんで名付けられた王室の黄金の腕章で、紀元前630-550年頃の墓（新エラム時代＝紀元前1100年～540年頃に属する）で発見された。
金属管に縦溝（フルーティング）加工をし、これを円状に曲げて腕輪/把手を形成している。ただし閉じきってはおらず、両端を広く扇状にひろがり、ニ枚の円盤が接合され、装飾図が施してある。装飾図は二枚とも同一に彫金された作で、獅子頭（および有翼）のグリフォンが立ち位置で向かい合い、あいだにパルメット（椰子）状の低木を挟んでいる、紋章学的な構図である。
エラムは、現代のイランの極西部から南西部、つまり現代のフーゼスターンからイーラーム州と、イラク南部の一部を含む地域を中心とした、古代のイランの文明である。首都はスーサ。ヘレニズム時代には、スシアナ（「スーサの地」）はセレウコス朝とパルティア帝国の一部であり、その後、サーサーン朝ペルシャ人とアラブ人が支配権を握った。